# Cottidae

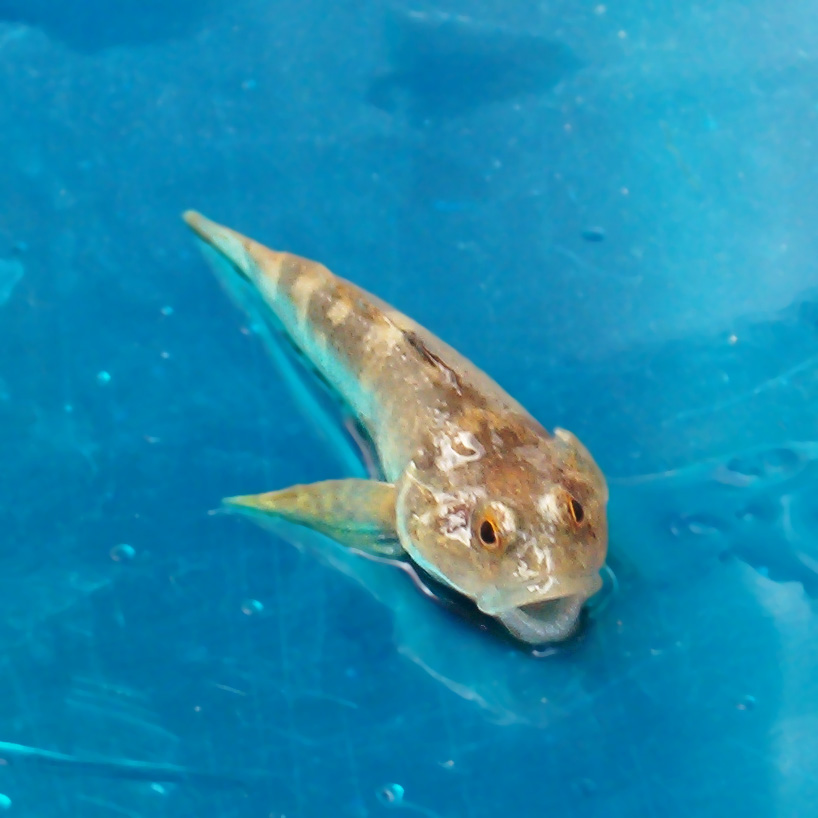
Cottus petiti.

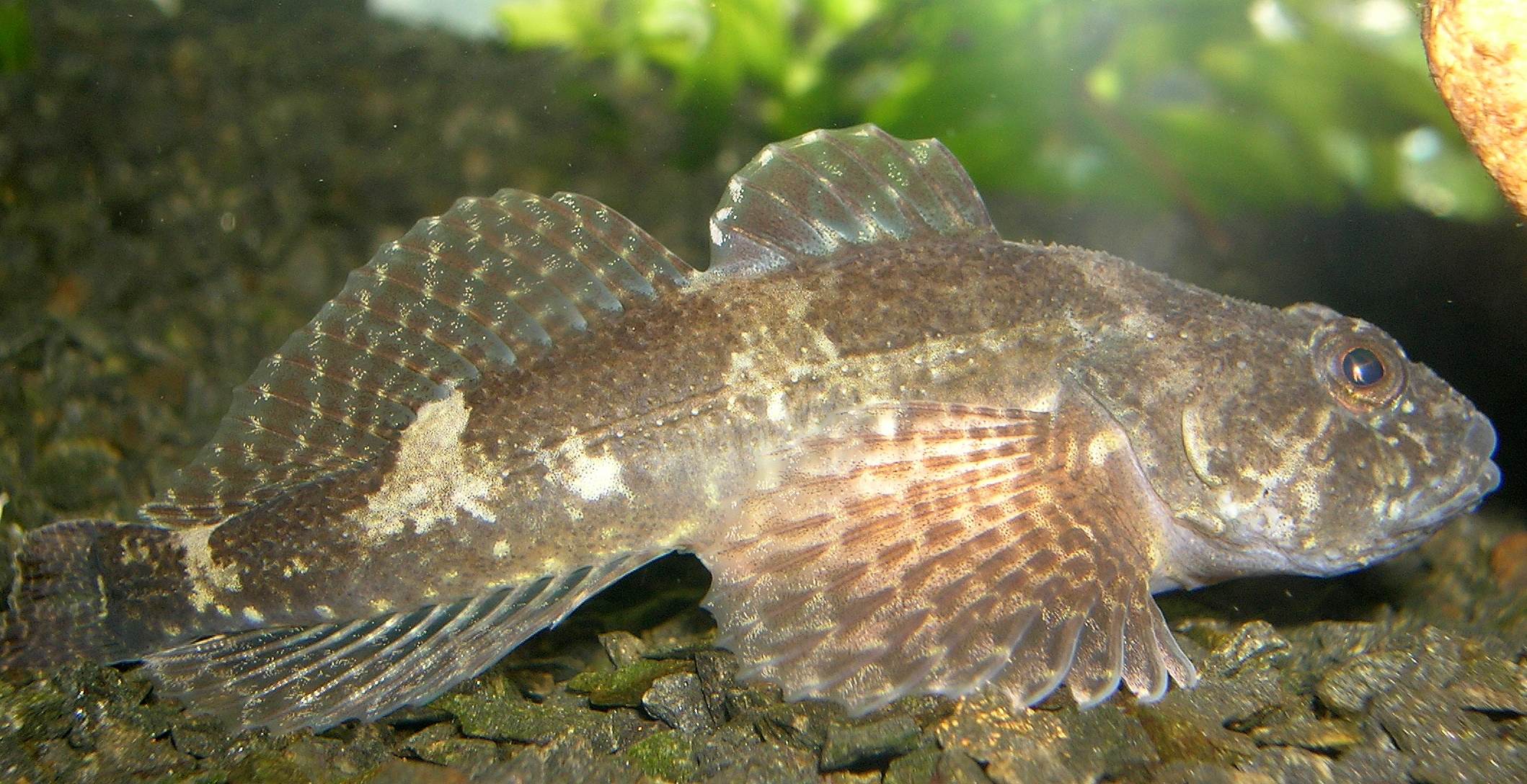
Cottus gobio.

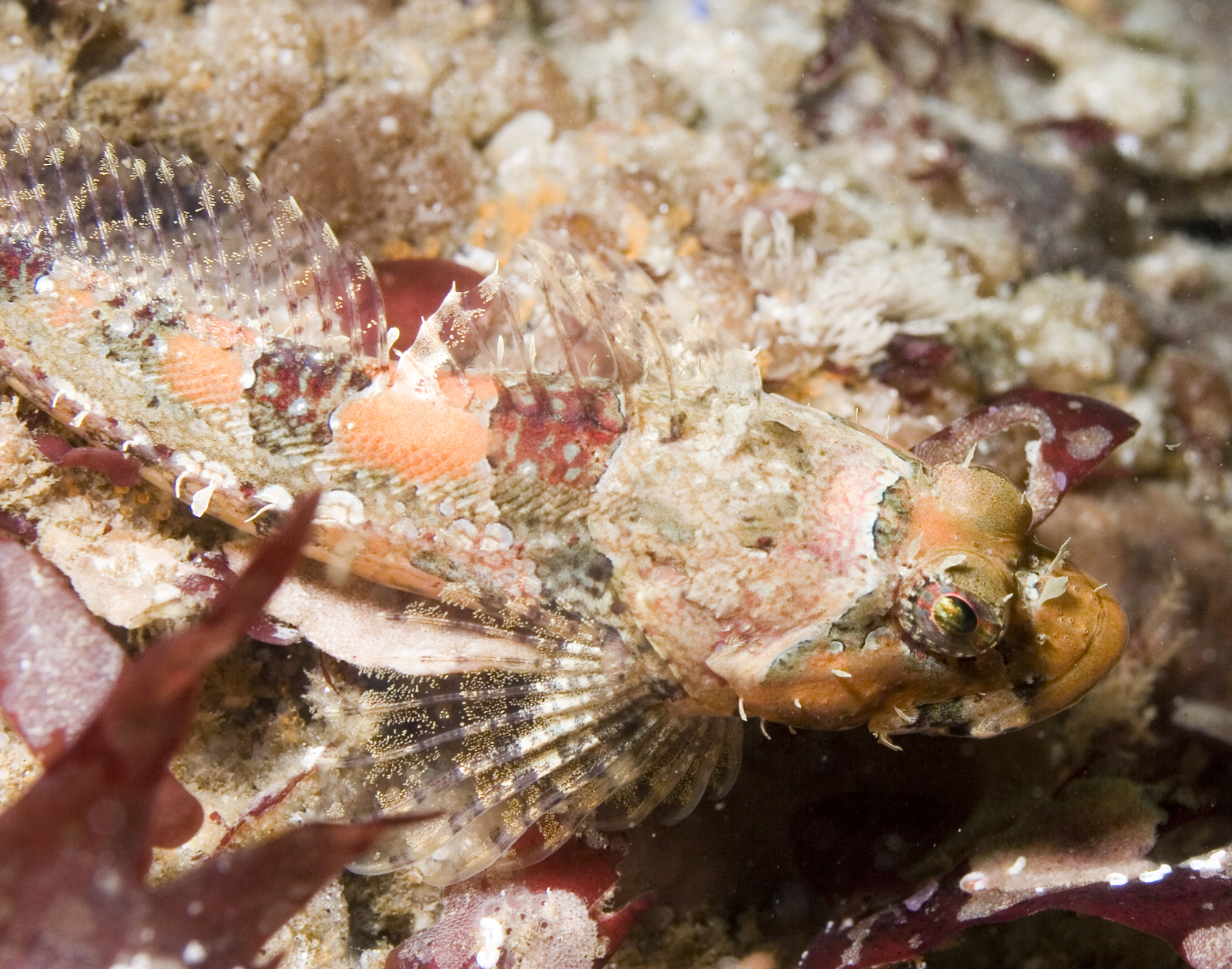
Artedius corallinus.

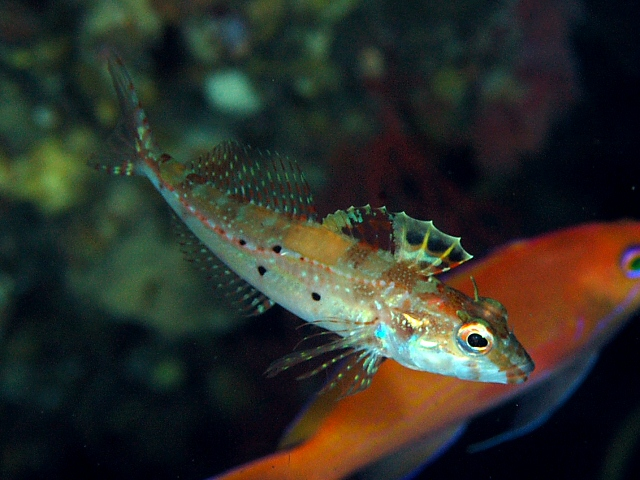
Pseudoblennius argenteus.

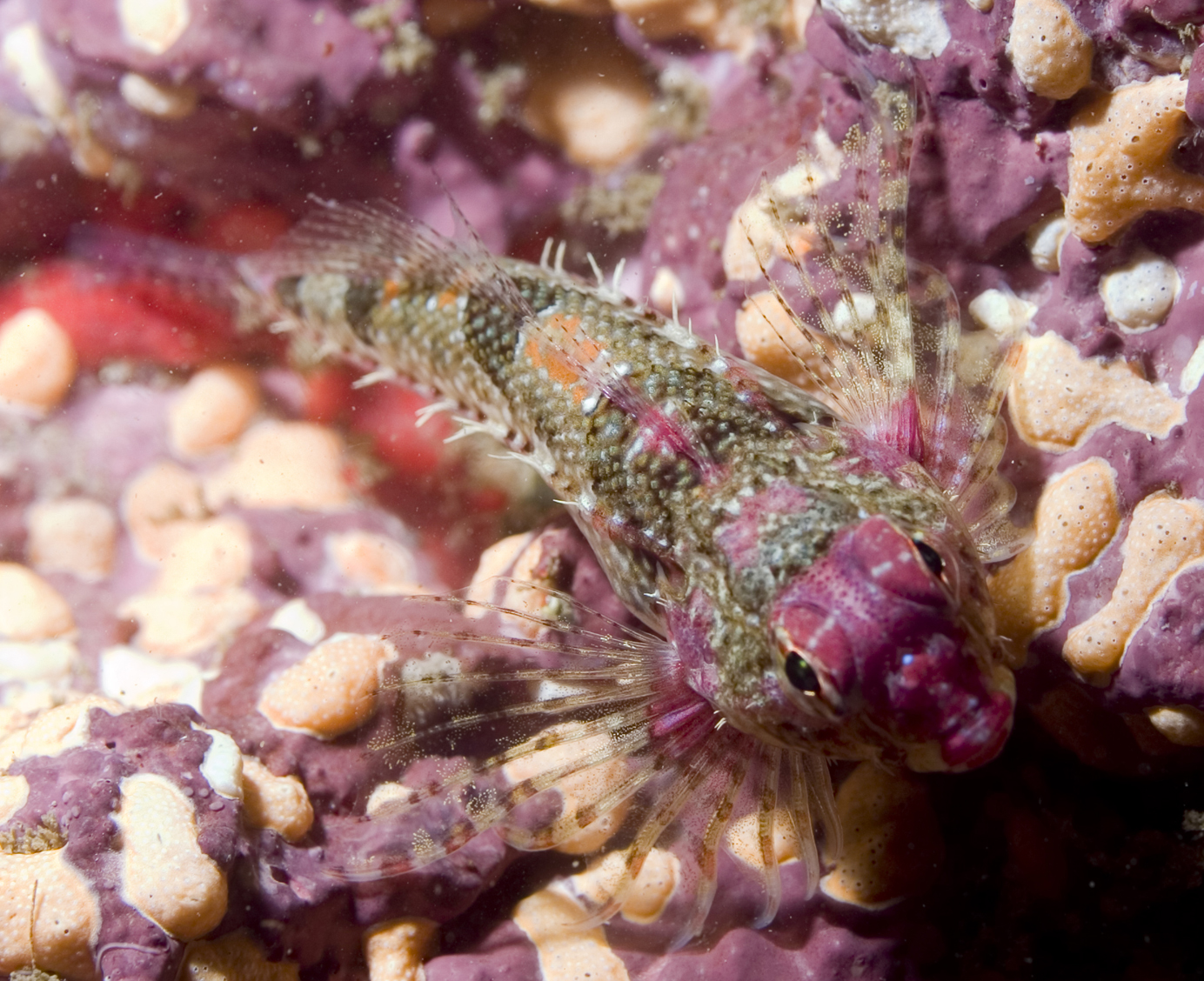
Orthonopias triacis.

Los cótidos (Cottidae) son una familia de peces escorpeniformes conocidos vulgarmente como charrascos espinosos. Se distribuyen por todo el hemisferio norte y cerca de Nueva Zelanda, con especies tanto marinas como de agua dulce. Aparecen por primera vez en el registro fósil en el Oligoceno, durante el Terciario medio.
El cuerpo a menudo aparece desnudo sin escamas, aunque lo más común es que tengan escamas y espinas; ojos generalmente muy grandes y situados en la parte superior de la cabeza; la aleta anal no presenta nunca espinas; los adultos no tienen vejiga natatoria por lo que viven pegados al fondo marino.
Se ha descrito una longitud máxima de 70 cm para Scorpaenichthys marmoratus.

## Géneros
Existen unas 256 especies agrupadas en los 62 géneros siguientes:
- Alcichthys Jordan y Starks, 1904
- Andriashevicottus Fedorov, 1990
- Antipodocottus Bolin, 1952
- Archistes Jordan y Gilbert, 1898
- Argyrocottus Herzenstein, 1892
- Artediellichthys Taranetz, 1941
- Artediellina Taranetz, 1937
- Artedielloides Soldatov, 1922
- Artediellus Jordan, 1885
- Artedius Girard, 1856
- Ascelichthys Jordan y Gilbert, 1880
- Asemichthys Gilbert, 1912
- Astrocottus Bolin, 1936
- Atopocottus Bolin, 1936
- Bero Jordan y Starks, 1904
- Bolinia Yabe, 1991
- Chitonotus Lockington, 1879
- Clinocottus Gill, 1861
- Cottiusculus Jordan y Starks, 1904
- Cottus Linnaeus, 1758
- Daruma Jordan y Starks, 1904
- Enophrys Swainson, 1839
- Furcina Jordan y Starks, 1904
- Gymnocanthus Swainson, 1839
- Hemilepidotus Cuvier, 1829
- Icelinus Jordan, 1885
- Icelus (género) Krøyer, 1845
- Jordania Starks, 1895
- Leiocottus Girard, 1856
- Lepidobero Qin y Jin, 1992
- Leptocottus Girard, 1854
- Megalocottus Gill, 1861
- Melletes (Bean, 1880)
- Mesocottus Gratzianov, 1907
- Micrenophrys Andriashev, 1954
- Microcottus Schmidt, 1940
- Myoxocephalus Tilesius, 1811
- Ocynectes Jordan y Starks, 1904
- Oligocottus Girard, 1856
- Orthonopias Starks y Mann, 1911
- Paricelinus Eigenmann y Eigenmann, 1889
- Phallocottus Schultz, 1938
- Phasmatocottus Bolin, 1936
- Porocottus Gill, 1859
- Pseudoblennius Temminck y Schlegel, 1850
- Radulinopsis Soldatov y Lindberg, 1930
- Radulinus Gilbert, 1890
- Rastrinus Jordan y Evermann, 1896
- Ricuzenius Jordan y Starks, 1904
- Ruscarius Jordan y Starks, 1895
- Scorpaenichthys Girard, 1854
- Sigmistes Rutter, 1898
- Stelgistrum Jordan y Gilbert, 1898
- Stlengis Jordan y Starks, 1904
- Synchirus Bean, 1890
- Taurocottus Soldatov y Pavlenko, 1915
- Taurulus Gratzianov, 1907
- Thyriscus Gilbert y Burke, 1912
- Trachidermus Heckel, 1839
- Trichocottus Soldatov y Pavlenko, 1915
- Triglops Reinhardt, 1830
- Vellitor Jordan y Starks, 1904
- Zesticelus Jordan y Evermann, 1896

Además de dos géneros fósiles:
- † Hayia Jordan, 1925
- † Lirosceles Jordan y Gilbert, 1919